# Lermejaure
Lermejaure är en sjö i Gällivare kommun i Lappland och ingår i Luleälvens huvudavrinningsområde. Sjön har en area på 4,45 kvadratkilometer och ligger 926,1 meter över havet. Lermejaure ligger i Sjaunja Natura 2000-område. Sjön avvattnas av vattendraget Lermejåkkå.

## Delavrinningsområde
Lermejaure ingår i det delavrinningsområde (750283-161491) som SMHI kallar för Utloppet av Lermejaure. Medelhöjden är 1 120 meter över havet och ytan är 31,36 kvadratkilometer. Det finns inga avrinningsområden uppströms utan avrinningsområdet är högsta punkten. Lermejåkkå som avvattnar avrinningsområdet har biflödesordning 3, vilket innebär att vattnet flödar genom totalt 3 vattendrag innan det når havet efter 324 kilometer. Avrinningsområdet består mestadels av kalfjäll (84 procent). Avrinningsområdet har 4,56 kvadratkilometer vattenytor vilket ger det en sjöprocent på 14,5 procent. Delavrinningsområdet täcks till 1,48 procent av glaciärer, med en yta av 0,4644 kvadratkilometer.